# Drude Dahlerup
Drude Dahlerup, född 3 februari 1945 i Århus, är en dansk-svensk professor i statsvetenskap och genusvetenskap vid Stockholms universitet samt politiker. 
Dahlerup är forskare inom forskningsfältet "kön och politik". Hon har bland annat publicerat "Women, Quotas and Politics" (Routledge 2006), "Kvotering" (med Lenita Freidenvall), "Rødstrømperne" och "Den danske rødstrømpebevægelses udvikling, nytænkning og gennemslag, 1970-1985". Dahlerup har varit konsulent i kvinnorepresentation för UNDP och IPU i Sierra Leone, Kambodja och Tunisien.
Dahlerup var ett av språkrören i EU-kritiska Junibevægelsen mod Union och en av den danska nej-sidans talespersoner vid folkomröstningerna om EU 1992, 1993, 1998 och 2000 (om euron). Hon är sedan 1990-talet samhällsdebattör i Sverige vad gäller dansk politik och jämställdhetsfrågor. Tillsammans med andra personer har hon polisanmält Pia Kjærsgaard för rasism.
Hon är syster till litteraturhistorikern Pil Dahlerup och författaren Ulla Dahlerup.